# Атлантико-Сур
Автоно́мный регио́н Атла́нтико-Сур (Región Autónoma del Atlántico Sur, RAAS), или Ко́ста-Кари́бе-Сур (АРККС, исп. Región Autónoma de la Costa Caribe Sur, RACCS), — один из двух автономных регионов в Никарагуа.

## География
Регион расположен в юго-восточной части Никарагуа вдоль побережья Карибского моря. Площадь региона составляет 27 260,02 км². Численность его населения равна 369 254 человека (перепись 2012 года). Плотность населения — 13,55 чел./км². Административный центр — город Блуфилдс.
Граничит на западе с департаментами Матагальпа, Боако и Чонталес, на юге с департаментом Рио-Сан-Хуан, на севере с Северным Атлантическим регионом.

## История
Автономный регион образован согласно новой Конституции Никарагуа 1987 года на месте бывшего департамента Селая.

## Муниципалитеты
В административном отношении Атлантико-Сур разделён на 12 муниципалитетов:
1. Блуфилдс
2. Бокана-де-Пайвас
3. Десембокадура-де-ла-Крус-де-Рио-Гранде
4. Ислас-дель-Маис
5. Кукра-Хиль
6. Ла-Крус-де-Рио-Гранде
7. Лагуна-де-Перлас
8. Муэлье-де-лос-Буэйес
9. Нуэва-Гинея
10. Эль-Айоте
11. Эль-Рама
12. Эль-Тортугеро

## Транспорт
В Блуфилдсе и на Маисовых островах располагаются международные аэропорты.